# Шабурово
Шабу́рово (рос. Шабурово) — село у складі Гаринського міського округу Свердловської області.
Населення — 21 особа (2010, 100 у 2002).
Національний склад населення станом на 2002 рік: росіяни — 95 %.